# Bassin de Bedford
Pour les articles homonymes, voir Bedford.
Le bassin de Bedford (en anglais : Bedford Basin, en mi'kmaw Asogomapsgiatijg) est une baie fermée par des détroits, appelés The Narrows, dans la partie nord-ouest du port d'Halifax (Nouvelle-Écosse), sur la côte atlantique du Canada. Le bassin est entièrement dans la Municipalité Régionale d'Halifax, issue d'une fusion des toutes les villes du Halifax métropolitain. 

## Géographie
Géologiquement, le bassin s'est formé lors de la glaciation du Wisconsin alors que s'est creusée la vallée préhistorique de la rivière Sackville et les détroits. Il est orienté du nord-ouest vers le sud-est et mesure approximativement 8 kilomètres de long par 5 de large. Il est entouré de collines basses qui ne dépassent pas 160 mètres de hauteur et qui en général vont de 30 à 60 m d'élévation. Le bassin de Bedford a une profondeur de plusieurs dizaines de mètres et son fond fait de vase est parfait pour l'ancrage. 
Le bassin comprend les sous-bassins suivants:
- Bedford Bay (baie de Bedford), dans l'extrême nord-ouest;
- Birch Cove (anse Birch), sur la rive ouest;
- Fairview Cove (anse Fairview), dans l'extrême sud-ouest;
- Wrights Cove (anse Wrights), sur la rive est;

## Utilisation
Le quartier de Bedford, anciennement une ville indépendante, tire son nom du bassin, celui-ci ayant été lui-même nommé au milieu du XVIIIe siècle en l'honneur de John Russell, 4e duc de Bedford. Le quartier de Dartmouth couvre sa rive est et le quartier de Rockingham occupe la majorité du terrain de sa rive ouest. Africville (maintenant Seaview Park) se situe sur la rive sud, près de l'entrée: The Narrows (les détroits).
Les terrains entourant le bassin sont presque tous utilisés et il y reste peu d'espaces verts. Le plus grand est la zone qui entoure le dépôt de munitions du Commandement naval de la flotte atlantique canadienne du côté nord-est. On retrouve deux terminaux à conteneurs dans Fairview Cove et une cour de triage du CN. Du côté est, on retrouve le parc industriel Burnside, le plus grand de la région, ainsi qu'un terminal de manutention du gypse en vrac. Le Bedford Institute of Oceanography, une institution de recherche océanographique de renom, est près de l'entrée The Narrows. Finalement, la rive ouest est occupée par des résidences, des commerces et des institutions.

## Histoire

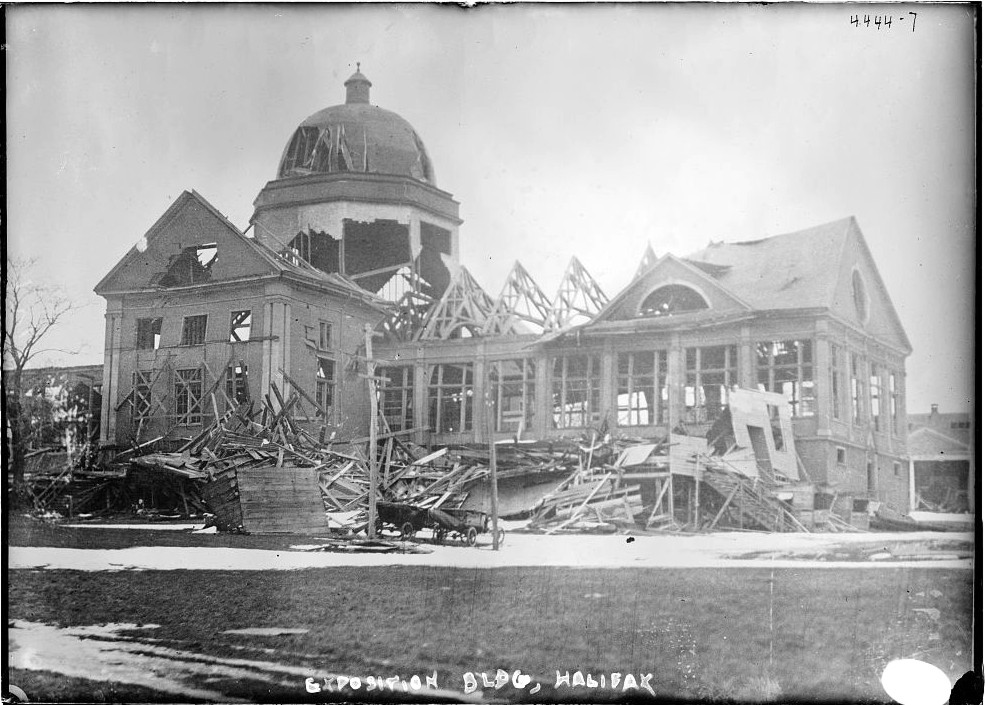
Bâtiment partiellement soufflé par l'explosion de 1917

Le bassin de Bedford devint particulièrement actif internationalement durant la Première Guerre mondiale et la Seconde Guerre mondiale alors que les sous-marins allemands coulaient les navires marchands alliés. Le rôle d'avant-plan du Canada dans ces deux guerres pour alimenter l'effort de guerre amena la Royal Navy et la Marine royale canadienne à choisir de l'ouest. Le bassin de Bedford, avec ses protections naturelles et des filets anti-sous-marins était idéal pour assembler les convois de navires.
Le 6 décembre 1917, un matin particulièrement brumeux pendant la Première Guerre mondiale, la plus grande explosion synthétique avant les armes nucléaires, l'explosion de Halifax, s'est produite dans le port. Un bateau norvégien entrant dans la rade, l'Imo, a heurté le bateau français le Mont Blanc, chargé d'explosifs, à l'entrée du bassin dans la région des détroits (The Narrows). Un feu se déclare et les bateaux sont abandonnés et laissés à la dérive. Quelques minutes plus tard ils explosent, anéantissant une grande partie de la ville, laissant plus de 2 000 morts et 9 000 blessés. L'explosion a été entendue à 420 kilomètres de distance.